# Het eiland der pinguïns

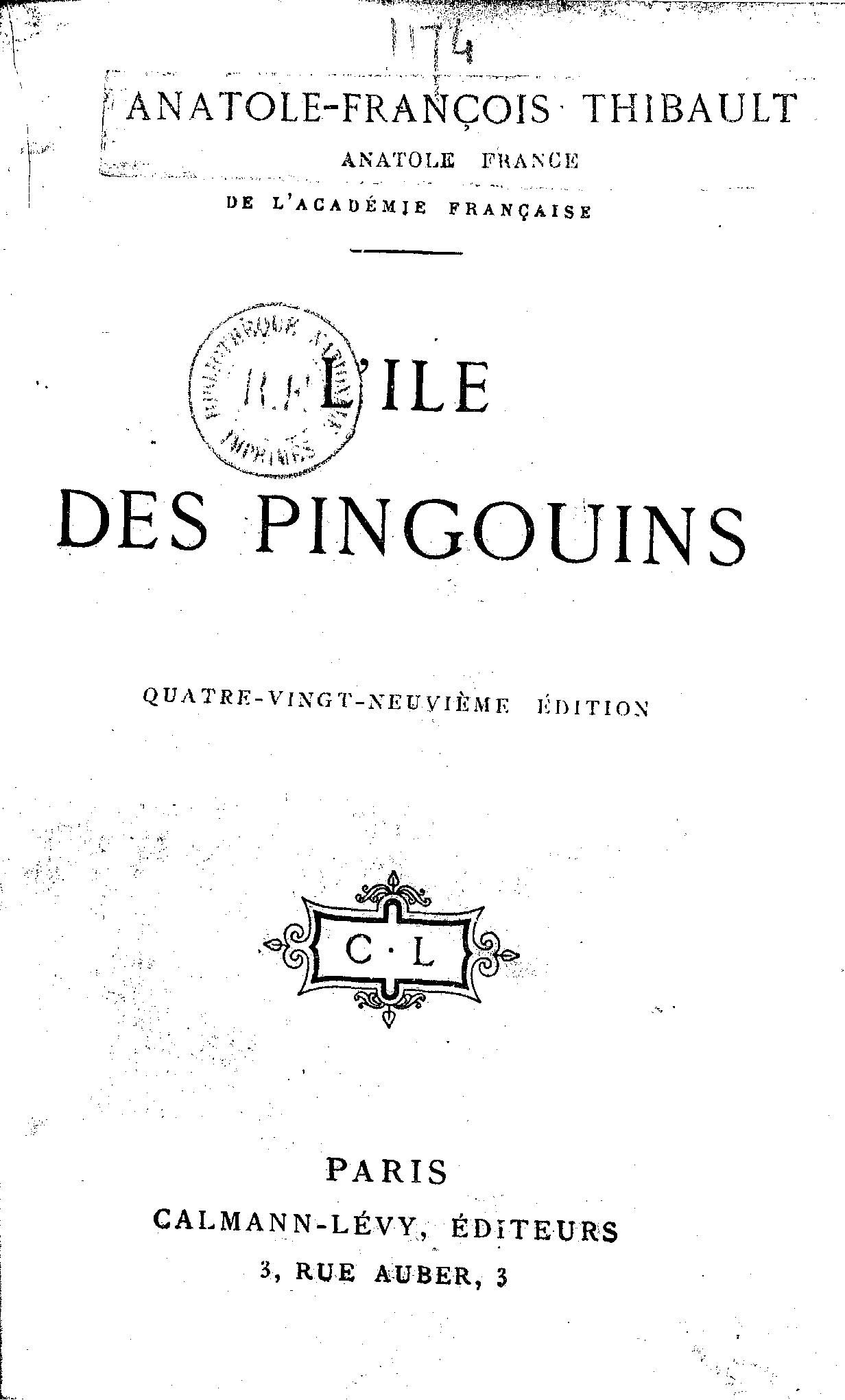
Editie uit 1909

Het Eiland der Pinguïns (Originele Franse titel: L'Île des Pingouins) is een satirische roman van Anatole France. Hij werd voor het eerst uitgebracht in 1908. 
Het boek bevat de geschiedenis van de pinguïns en is geschreven als een kritiek op de menselijke natuur. Daarnaast is het een satire op de Franse politieke geschiedenis, met inbegrip van de Dreyfus-affaire. 
Normen, waarden, omgangsvormen en wetten worden bespot 
binnen de context van het fictieve land Penguinia, waar de dieren per ongeluk zijn gedoopt door de bijziende Abbot Maël. Het boek gaat in principe over de mate van perfectie van de mensheid. Zodra de pinguïns zijn veranderd in mensen, beginnen ze elkaar te beroven en te vermoorden.